# Iniistius melanopus
Iniistius melanopus là một loài cá biển thuộc chi Iniistius trong họ Cá bàng chài. Loài cá này được mô tả lần đầu tiên vào năm 1857.

## Từ nguyên
Từ định danh của loài cá này trong tiếng Hy Lạp có nghĩa là "chân đen" (melano: "màu đen" + pus: "chân"), hàm ý đề cập đến đốm đen ở vây hậu môn của cá đực.

## Phạm vi phân bố và môi trường sống
I. melanopus có phạm vi phân bố tập trung ở Tây Thái Bình Dương và ít được biết đến ở Ấn Độ Dương. Từ quần đảo Ryukyu (Nhật Bản), phạm vi của I. melanopus trải dài về phía nam đến đảo Đài Loan, Philippines và các nhóm đảo phía đông - nam của Indonesia; về phía đông đến đảo Guam và Đông Papua New Guinea; loài này cũng được tìm thấy ở Comoros.
I. melanopus sống trên nền đáy cát hoặc bùn ở độ sâu được ghi nhận ít nhất là 64 m, nhưng thường được tìm thấy ở độ sâu khoảng 15 m trở lại bờ.

## Mô tả
Chiều dài cơ thể tối đa được ghi nhận ở I. melanopus là 26 cm. Trán dốc và cứng chắc là điểm đặc trưng của hầu hết các loài thuộc chi Iniistius. Điều này giúp chúng có thể dễ dàng đào hang dưới cát bằng đầu của mình.
Cơ thể có màu xám nhạt với một mảng đốm lớn màu trắng ở bên thân, được phủ bởi với một vệt màu vàng nâu ở rìa trước và trên. Vảy ở đốm trắng có màu xanh lam óng. Đuôi và các vây có màu xanh lam mờ; vây hậu môn và vây lưng có dải viền màu đỏ. Cá đực trưởng thành có đốm đen thuôn dài ở cuối vây hậu môn và một đốm đen khác nằm phía trên đốm trắng.
Số gai ở vây lưng: 9; Số tia vây ở vây lưng: 12; Số gai ở vây hậu môn: 3; Số tia vây ở vây hậu môn: 12.